# روجر رود
روجر رود (بالنرويجية البوكمول: Roger Ruud)‏ هو متزلج قفز نرويجي، ولد في 1 أكتوبر 1958 في هوردال في النرويج.

## وصلات خارجية
- روجر رود على موقع الاتحاد الدولي للتزلج (القفز التزلجي) (الإنجليزية)
- روجر رود على موقع أوليمبيديا (الإنجليزية)
- روجر رود على موقع IMDb (الإنجليزية)